# 平野 (足立区)
平野（ひらの）は、東京都足立区の地名。現行行政地名は平野一丁目から三丁目。住居表示実施済み区域である。

## 地理
足立区を東西に横断する東京都道318号環状七号線（環七通り）の北側、国道4号の東に面した町が平野である。北で東六月町、東で一ツ家、南で中央本町、西で島根と隣接する。

### 地価
住宅地の地価は、2024年（令和6年）7月1日の地価調査によれば、平野3-15-24の地点で26万9000円/m2となっている。

## 歴史
元禄（1688年-1703年）年間の検地帳には「平野耕地」との記述があり、文化14年（1817年）の庚申塔に「平野」と記されている。平野耕地・平野の名は1932年に足立区が成立するまでは島根・栗原・六月・竹塚の小字名として残っていた。

### 地名の由来
江戸時代に周辺各村が開拓した「平野耕地」に由来する。

### 沿革
- 1966年10月1日 - 東島根町・東栗原町・小右衛門町・竹塚町・六月町の一部に住居表示が実施され、平野一-三丁目が設置される。

## 世帯数と人口
2025年（令和7年）1月1日現在（足立区発表）の世帯数と人口は以下の通りである。
| 丁目       | 世帯数    | 人口    |
| ---------- | --------- | ------- |
| 平野一丁目 | 925世帯   | 1,941人 |
| 平野二丁目 | 452世帯   | 1,025人 |
| 平野三丁目 | 1,024世帯 | 2,035人 |
| 計         | 2,401世帯 | 5,001人 |

### 人口の変遷
国勢調査による人口の推移。
| 年                 | 人口  |
| ------------------ | ----- |
| 1995年（平成7年）  | 4,708 |
| 2000年（平成12年） | 4,451 |
| 2005年（平成17年） | 4,647 |
| 2010年（平成22年） | 4,729 |
| 2015年（平成27年） | 4,904 |
| 2020年（令和2年）  | 4,998 |

### 世帯数の変遷
国勢調査による世帯数の推移。
| 年                 | 世帯数 |
| ------------------ | ------ |
| 1995年（平成7年）  | 1,628  |
| 2000年（平成12年） | 1,658  |
| 2005年（平成17年） | 1,827  |
| 2010年（平成22年） | 1,912  |
| 2015年（平成27年） | 2,050  |
| 2020年（令和2年）  | 2,210  |

## 学区
区立小・中学校に通う場合、学区は以下の通りとなる（2023年4月時点）。なお、足立区では学校選択制度を導入しており、区内全域から選択することが可能。ただし、小学校に関しては、2018年（平成30年）度から学区域または学区域に隣接する学校のみの選択になる。
- 区域 : 一丁目〜三丁目　全域
  - 小学校 : 足立区立平野小学校
  - 中学校 : 足立区立東島根中学校

## 事業所
2021年（令和3年）現在の経済センサス調査による事業所数と従業員数は以下の通りである。
| 丁目       | 事業所数  | 従業員数 |
| ---------- | --------- | -------- |
| 平野一丁目 | 72事業所  | 588人    |
| 平野二丁目 | 44事業所  | 323人    |
| 平野三丁目 | 55事業所  | 296人    |
| 計         | 171事業所 | 1,207人  |

### 事業者数の変遷
経済センサスによる事業所数の推移。
| 年                 | 事業者数 |
| ------------------ | -------- |
| 2016年（平成28年） | 168      |
| 2021年（令和3年）  | 171      |

### 従業員数の変遷
経済センサスによる従業員数の推移。
| 年                 | 従業員数 |
| ------------------ | -------- |
| 2016年（平成28年） | 1,114    |
| 2021年（令和3年）  | 1,207    |

## 交通

### 道路
- 国道4号（日光街道）
- 東京都道318号環状七号線（環七通り）

## 施設
- 足立区立平野小学校
- 足立区立東島根中学校
- 足立区立平野運動場
- 平野住区センター
- 平野神社

## その他

### 日本郵便
- 郵便番号 : 121-0076[3]（集配局 : 足立北郵便局[16]）。